# Нелинейный фильтр
Нелинейный фильтр — устройство для обработки сигналов, выход которого не является линейным оператором от входного сигнала. Нелинейные фильтры широко используются в технике, электронике, теории управления и обработке сигналов. Особенно часто нелинейные фильтры используются в цифровой обработке изображений.

## Методы решения задачи нелинейной фильтрации
- Представление нелинейной системы при помощи бесконечной суммы интегралов Вольтерры. В идеале обеспечивает минимум среднего квадрата ошибки оценивания. Несмотря на то, что получаемое таким образом решение не реализуемо в точном виде, приближенные решения могут уменьшить среднеквадратическую ошибку по сравнению с использованием оптимальной линейной системы.[1]
- Ограничение класса исследуемых процессов одномерными марковскими или компонентами многомерных марковских процессов.[2][3]
- Использование квазилинейных методов, основанных на использовании малого параметра.[4][5]